# ТАРС уповноважений заявити...
«ТАРС уповноважений заявити…» (рос. ТАСС уполномочен заявить...) — радянський телесеріал 1984 року, шпигунський триллер, знятий режисером Володимиром Фокіним за однойменним романом Юліана Семенова. У головних ролях знялися Юрій Соломін, В'ячеслав Тихонов, Борис Клюєв і Вахтанг Кікабідзе. Сюжет заснований на реальних подіях.

## Сюжет
Події розгортаються в період Холодної Війни в Москві та у вигаданій африканській країні Нагонія. 
Нагонія нагадує реальну країну Намібію, колишню британську колонію у 1878-1890 рр., потім німецьку колонію Південно-Західна Африка у 1890-1915 рр. (звідси - присутність у фільмі німецьких бізнесменів і англійські назви та імена), яку 1915 року захопив британський домініон з кількох колоній - Південно-Африканський Союз (який 1961 року перетворився на незалежну країну ПАР), та якій з 1966 року через марксистський соцінтернівський визвольний рух СВАПО СРСР допомагав встановити незалежність. Вигадане місто Луїсбург "у сусідній з Нагонією країні" нагадує реальне місто Луїсвіль у сусідній з Намібією Південно-Африканській Республіці. ПАР погодилося залишити Намібію 1988 року (через 4 роки після виходу пропагандистського фільму), а незалежність Намібії (назва якої як реальної країни теж є штучно вигаданою 1968 року) оголошена 1990-го.
КДБ стає відомо, що в Москві працює агент ЦРУ під кодовим ім'ям Тріанон, який здобуває для американців відомості, пов'язані з положенням в африканській країні Нагонія. У пошуках шпигуна КДБ виходить на економіста Ольгу Вінтер, яка раптово вмирає. Підозра чекістів у вбивстві падає на її чоловіка Зотова, від якого Ольга пішла до Сергія Дубова. Зотов — торговий представник СРСР в Нагонії. До Африки вилітає агент КДБ Славін, який повинен розібратися в ситуації.
Тим часом агент ЦРУ Джон Глебб і його спільниця Пілар готують в Нагонії військовий переворот з метою встановити владу мілітаристської хунти генерала Огано. Глебб знайомиться із Славіним і Хотовим, підтримуючи ззовні дружні взаємини. Але при цьому він намагається підставити Зотова, скомпрометувавши його перед нагонійською владою як американського агента. Славін копається в біографії Глебба і з'ясовує, що його «друг» часто перевищував посадові повноваження, використовував своє положення в ЦРУ для торгівлі наркотиками і зброєю. Про це стає відомо розділу резидентури ЦРУ в Нагонії, і Глебб вимушений отруїти його і звалити це вбивство на Славіна.
У Москві генерал КГБ Константинов розслідує справу Тріанона. Він з'ясовує, що розтин тіла Вінтер не проводився, тому що вона нібито була позашлюбно вагітна. Ексгумація і розтин спростовують це припущення. Чекісти починають підозрювати Дубова у вбивстві Ольги. Стеження за ним показує, що він обмінюється посланнями із співробітником американського посольства, в точності так, як це було обговорено в перехоплених шифровках Тріанону. Слідчі пред'являють Дубову докази, той приймає отруту і кінчає з собою.
Щоб вийти на його зв'язкового з посольства, КДБ використовує загримованого співробітника і чергову коханку Дубова. Переконавши американців в тому, що Тріанон живий і діє, чекістам вдається виманити аташе з культури Лунса на передачу тайника, де його і викривають.
В Нагонії Славін опиняється у в'язниці. Глебб, який тепер голова розділу резидентури в Нагонії, приходить в камеру його шантажувати, а у результаті стає жертвою шантажу сам — у Славіна є документи про непривабливі справи Джона. Він примушує Глебба добитися відстрочення операції з військовим переворотом. А вже наступного дня ТАРС робить офіційну заяву, що викриває підступи американської розвідки і застерігає владу Нагонії.

## Ролі виконували
- Константинов — В'ячеслав Тихонов
- Славін — Юрій Соломін
- Глебб — Вахтанг Кікабідзе
- Пілар — Ельвіра Зубкова
- Дубов — Борис Клюєв
- Зотов — Леонід Куравльов
- Яранцев — Павло Махотін